# Associazione Nazionale Carabinieri

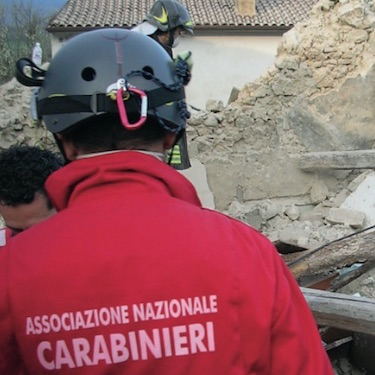
Un volontario dell'Associazione Nazionale Carabinieri

L'Associazione Nazionale Carabinieri (in acronimo ANC) fu costituita a Milano il 1º Marzo del 1886. Nel 1956 fu redatto lo statuto organico e nel 1957 il suo regolamento d'esecuzione che, con qualche variante, regola ancora l'associazione. La sede centrale è situata a Roma.
Le linee guida sono quelle della solidarietà, assistenza morale, assistenza all'arma dei carabinieri, assistenza operativa qualora accompagnati da un carabiniere effettivo, servizi di vigilanza con autovetture d'appartenenza, in ausilio alle forze dell'ordine, creativa, ricreativa ed economica tra: carabinieri in congedo, in servizio, con le altre forze armate, le istituzioni ed i cittadini. Negli ultimi anni, molte sezioni hanno costituito nuclei di volontariato che operano nell'ambito della protezione civile.
Il sodalizio è composto da oltre 1700 sezioni, di cui 1.673 in Italia e 27 all'estero, presenti in 4 continenti. Ha oltre 175.000 associati (di cui circa 1.200 all'estero) e comprende 350 organizzazioni di volontariato.
L'ANC ha un proprio giornale, Fiamme d'Argento, che invia trimestralmente agli iscritti. Organizza attualmente il Raduno nazionale ANC, di norma ogni due anni in una città diversa. Dopo Bari nel 2006, Bologna nel 2007, Latina nel 2008, Torino nel 2011, Venezia e Jesolo (VE) nel 2012, Milano nel 2016, Verona nel 2018, il XXV Raduno Nazionale si è svolto ad Ostia (Roma) dal 5 al 7 maggio nel 2023.
L'ANC fa parte del Consiglio nazionale permanente delle associazioni d'arma, denominato ASSOARMA.
Il presidente nazionale è il generale Libero Lo Sardo, eletto il 20 dicembre 2008.
L'Associazione Nazionale Carabinieri è un ente regolato da: Statuto approvato con D.P.R. 1286 del 25 luglio 1956, con le varianti deliberate dal Consiglio Nazionale nelle sedute del 27 aprile 2006 e 2 ottobre 2007. F.n. 8/4303 in data 30 gennaio 2007 del Ministero della difesa – Ufficio Legislativo. Iscrizione nel Registro delle persone giuridiche, ai sensi dell’art. 2 del DPR 10 febbraio 2000 n. 361 con protocollo n.33476/1471/2007 Area V URPG in data 22 maggio 2007 della prefettura di Roma – Ufficio Territoriale del Governo 
L'Associazione Nazionale Carabinieri è l'unica associazione d'Arma autorizzata all'utilizzo dei segni distintivi propri dell'Arma dei Carabinieri, quale Associazione d'Arma normativamente riconosciuta. 

## Storia

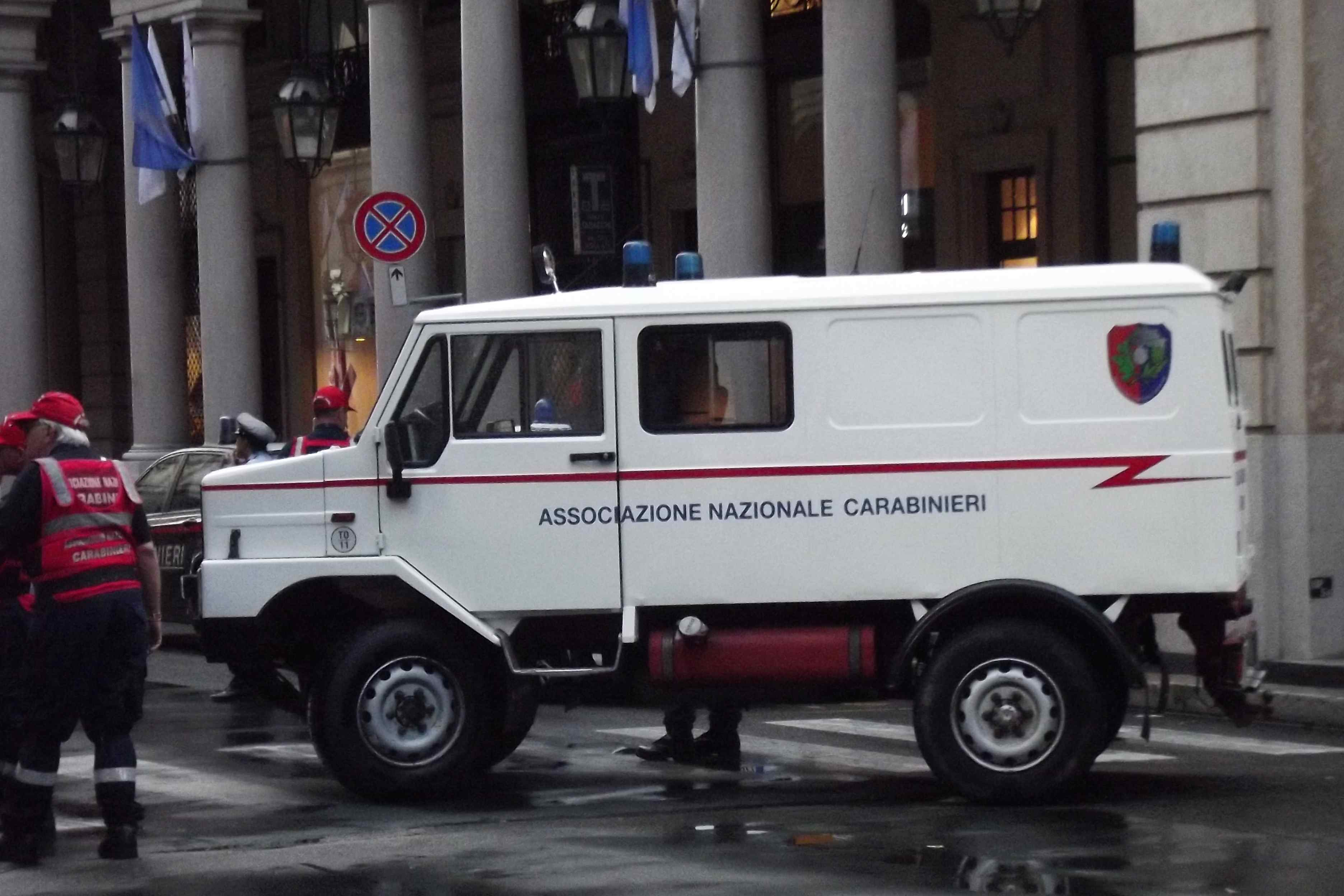
Un mezzo dell'Associazione Nazionale Carabinieri in servizio a Torino in occasione del bicentenario della fondazione dell'Arma dei Carabinieri

La prima sezione fu costituita a Milano nel 1886 quale Associazione di mutuo soccorso tra carabinieri in congedo. Negli anni successivi, seguendo lo stesso esempio, se ne costituirono molte altre in tutto il territorio nazionale. Un'ulteriore crescita si ebbe dopo la prima guerra mondiale (1915-1918), quando si decise di unificare tutte le associazioni locali in una, unica a livello nazionale, che si concretizzò nel 1925 a Roma dove si svolse il primo convegno della Federazione Nazionale del Carabiniere Reale in congedo.
Seguirono accorpamenti, ampliamenti e modifiche, sia alla struttura territoriale che allo statuto, fino al 1935, quando assunse il nome di Associazione nazionale carabinieri in congedo.
Al termine del secondo conflitto mondiale (1939-1945) vi furono altre trasformazioni che furono concretizzate, con l'approvazione da parte del Presidente della Repubblica (con decreto numero 1286 del 25 luglio 1956), dello statuto organico della Associazione nazionale carabinieri (ANC).

## Protezione Civile e Volontariato
L'Associazione Nazionale Carabinieri, in funzione delle professionalità acquisite in servizio da ciascun socio, svolge compiti di: monitoraggio del territorio in occasione di grandi eventi e calamità e segnalazione alle autorità competenti; concorso all'assistenza alle popolazioni colpite da calamità (anche in campi specifici: cinofili, sommozzatori, rocciatori, servizio sanitario ecc.); contributo alle attività di difesa del territorio (incendi boschivi, dissesti idrogeologici, monitoraggio dei corsi d'acqua e più in genere dell’ambiente). Nel 1994 con il Sottosegretario alla Protezione Civile per la vigilanza e l'allertamento contro gli incendi boschivi, esteso negli anni successivi anche a compiti operativi nella prevenzione e nel contenimento dei danni per eventi naturali o causati dall'uomo. 
Nell'opera di volontariato si sono distinte in particolare le Benemerite, cioè madri, mogli, figlie, sorelle, congiunte di carabinieri che sono sempre state partecipi della vita dell'Arma. Ed oggi sono impegnate in iniziative di solidarietà sociale, assistenza, incontri culturali e ricreativi in un'ottica "al femminile".
Nel 1993, inoltre, è stato sottoscritto un protocollo d'intesa con il Ministero dei Beni Culturali per la costituzione di gruppi di volontari per la vigilanza dei musei; così sono nati i VVM che rappresentano, ormai, un'importante realtà un po' dovunque nel paese. Il loro impegno è testimoniato dal conferimento all'ANC, nel 1997, del "diploma di medaglia d'oro ai benemeriti della scuola, della cultura e dell'arte" da parte del Presidente della Repubblica.
Numerosi sono poi gli accordi stipulati con le amministrazioni locali per la protezione civile: vigilanza all'esterno delle scuole e nei parchi pubblici o in occasione di eventi particolari; vigilanza all'interno di strutture ospedaliere; assistenza a portatori di handicap, anziani, minori, persone in stato di bisogno; servizio ambulanze; ecc. 
La molteplice attività svolta nell'ambito del volontariato ha meritato la concessione da parte del Ministro della Difesa di un Attestato di pubblica benemerenza "per l'alto impegno sociale profuso sul territorio nazionale dal 1993 al 1995".
Sul piano operativo degno di nota è l'impegno profuso dai volontari dell'associazione nel 1997-98 in occasione del terremoto in Umbria e nelle Marche; nel 1998 a seguito dell'alluvione di Sarno (Campania); nel 1999 quale contributo nella gestione dell'emergenza sia in Kosovo che in Albania; nel 2000 in occasione del Giubileo.

## Mezzi
L'Associazione Nazionale Carabinieri possiede mezzi per lo svolgimento di attività di Protezione Civile e Volontariato. Essi sono dislocati nei vari nuclei di Protezione Civile sparsi su tutto il territorio nazionale e nelle varie sedi dell'Associazione.
|  |  |  |  |  |
|  |  |  |  |  |

## Fiamme d'Argento
Attraverso la Rivista mensile "le Fiamme d'Argento", inviata gratuitamente ai soci, l'A.N.C. fornisce notizie di carattere generale, culturale, professionale, storico e di attualità. Nelle pagine di "Vita associativa" vengono formalizzate le decisioni della Presidenza e del Consiglio nazionale e illustrati gli aspetti più salienti dell'attività svolta dalle sezioni. Talvolta, la Rivista si è rivelata un utile mezzo per far incontrare commilitoni che avevano perduto ogni contatto. 

## Medagliere dell'Arma dei Carabinieri
L’Associazione custodisce il Medagliere dell’Arma fregiato dei distintivi di tutte le decorazioni dell’Ordine militare d'Italia ed al Valor Militare concesse alla Bandiera dell’Arma, nonché di tutte le ricompense individuali dell’Ordine Militare d’Italia e di tutte le Medaglie d’Oro al Valore Militare, al Valor Civile, al Valore dell’Arma dei Carabinieri, dell’Esercito, della Marina e dell’Aeronautica e della Croce d'Onore concesse ai Carabinieri fin dalla fondazione.

## Gerarchia
L'Associazione suddivide la propria gerarchia in due categorie principali, quella nazionale e quella sezionale assegnando un diverso distintivo per ogni incarico ricoperto. Il distintivo di grado viene apposto sul sopracolletto dell'uniforme sociale.
- Consiglio Nazionale
  - Presidente Nazionale: tre galloncini piatti dorati;
  - Commissario Nazionale: tre galloncini piatti dorati;
  - Vice Presidente Nazionale: due galloncini piatti dorati;
  - Segretario Nazionale: due galloncini piatti dorati di cui uno fino al termine dell'alamaro;
  - Consigliere Nazionale: un galloncino piatto dorato;
  - Ispettore Regionale: un galloncino piatto dorato.
- Consiglio Sezionale
  - Coordinatore Provinciale: un galloncino piatto dorato fino al termine dell'alamaro;
  - Presidente di Sezione: tre galloncini piatti argentati;
  - Commissario di Sezione: tre galloncini piatti argentati;
  - Vice Presidente di Sezione: due galloncini piatti argentati;
  - Consigliere di Sezione: due galloncini piatti argentati di cui uno fino al termine dell'alamaro;
  - Fiduciario di Sezione: un galloncino piatti argentati.
- Soci
  - Socio d’onore: nessun galloncino;
  - Socio benemerito: nessun galloncino;
  - Socio effettivo: nessun galloncino;
  - Socio collettivo;
  - Socio familiare e simpatizzante: nessun galloncino, all'alamaro si sostituisce una spilla con fiamma e alloro.

Il Commissario Nazionale è nominato dal Ministro della Difesa nel caso in cui venga sciolto il Consiglio Nazionale per assolvere temporaneamente alle funzioni del Presidente Nazionale, il quale provvederà all'ordinaria amministrazione e disporrà nuove elezioni, entro tre mesi dalla data di scioglimento.
il Coordinatore Provinciale non costituisce livello gerarchico, viene eletto dai Presidenti delle Sezioni della provincia riuniti in assemblea dall'Ispettore Regionale.
Il Commissario di Sezione è nominato dal Consiglio Nazionale su proposta dell'Ispettore Regionale nel caso in cui venga sciolto il Consiglio Sezionale per assolvere temporaneamente alle funzioni del Presidente di Sezione, il quale provvederà all'ordinaria amministrazione e disporrà nuove elezioni, entro tre mesi dalla data di scioglimento.
| Incarico                        | Distintivo per sopracolletto | Alamaro |
| ------------------------------- | ---------------------------- | ------- |
| Consiglio Nazionale             |                              |         |
| Presidente Nazionale            |                              |         |
| Commissario Nazionale           |                              |         |
| Vice Presidente Nazionale       |                              |         |
| Segretario Nazionale            |                              |         |
| Consigliere Nazionale           |                              |         |
| Ispettore Regionale             |                              |         |
| Consiglio Sezionale             |                              |         |
| Coordinatore Provinciale        |                              |         |
| Presidente di Sezione           |                              |         |
| Commissario di Sezione          |                              |         |
| Vice Presidente di Sezione      |                              |         |
| Segretario di Sezione           |                              |         |
| Consigliere di Sezione          |                              |         |
| Fiduciario di Sezione           |                              |         |
| Soci                            |                              |         |
| Socio effettivo                 |                              |         |
| Socio familiare e simpatizzante |                              |         |

## Specializzazioni

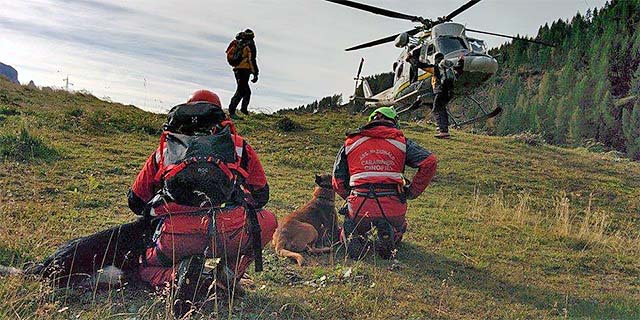
Operatori Cinofili dell'Associazione Nazionale Carabinieri

All'interno dell'Associazione Nazionale Carabinieri esistono svariate specializzazioni.
- Anti Incendio Boschivo
- Cinofili
- Colonna Mobile "RAGIT", Raggruppamenti di Intervento, organizzati su base regionale o interregionale, composti da Squadre di operatori ANC addestrati e attrezzati per intervenire nel più breve tempo possibile sul luogo di intervento.
- Documentaristi
- Motociclisti
- Nucleo a Cavallo
- Rocciatori
- SAPR (Sistemi Aeromobili a Pilotaggio Remoto) DRONI[3]
- SAR (Search And Rescue)
- Scuola e Formazione
- Soccorso Sanitario
- Squadra Idrogeologica
- Squadra Navale
- Squadra Sommozzatori
- TPC (Tutela Patrimonio Artistico e Culturale)

## Presidenti
Sono stati Presidenti dell'Associazione i seguenti Ufficiali Generali dell'Arma:
- Generale D. Morcaldi Luigi dal 1926 al 1931;
- Generale B. Caprini Balduino dal 1932 al 1934;
- Generale D. Ademollo Amedeo dal 1934 al 1947;
- Generale D. (con rango C.A.) Agostinucci Crispino dal 1947 al 1961;
- Generale D. Branca Amedeo dal 1961 al 1966;
- Generale D. Anedda Efisio dal 1966 al maggio 1972;
- Generale C.A. Vittorio Fiore dal 23 ottobre 1972 al 4 febbraio 1993;
- Generale C.A. Giuseppe Richero dal 4 febbraio 1993 al 12 dicembre 2003;
- Generale C.A. Michele Colavito dal 12 dicembre 2003 al 17 ottobre 2008;
- Generale C.A. Aldo Carleschi dal 18 ottobre 2008 al 21 dicembre 2008.

In atto è Presidente dell'Associazione il Gen. C.A. Libero Lo Sardo.

## Raduni nazionali
Dal 1933 si svolgono i Raduni nazionali, che hanno una cadenza annuale solo dal 1999. I raduni si sono svolti nelle seguenti date e città:
- I Raduno della Federazione nazionale del Carabiniere Reale in congedo - 22 ottobre 1933 - Torino
- II Raduno della Federazione nazionale del Carabiniere Reale in congedo - 5 giugno 1937 - Roma
- I Raduno Nazionale dell'ANC - 30-31 ottobre / 1º novembre 1954 - Bologna
- II Raduno Nazionale dell'ANC - 4-5-6 ottobre 1958 - Firenze
- III Raduno Nazionale dell'ANC - 3-4 giugno 1961 - Torino
- IV Raduno Nazionale dell'ANC - 13-14 giugno 1964 - Roma
- V Raduno Nazionale dell'ANC - 21 marzo 1971 - Napoli
- VI Raduno Nazionale dell'ANC - 10-11-12 maggio 1986 - Milano
- VII Raduno Nazionale dell'ANC - 14-15-16-17 aprile 1994 - Firenze
- VIII Raduno Nazionale dell'ANC - 5-6 e 11-12-13-14 maggio 1995 - Genova
- IX Raduno Nazionale dell'ANC - 1-2-3-4 maggio 1997 - Rimini
- X Raduno Nazionale dell'ANC - 7-8-9 maggio 1999 - Padova
- XI Raduno Nazionale dell'ANC - 19-20-21 maggio 2000 - Assisi (PG)
- XII Raduno Nazionale dell'ANC - 4-5-6 maggio 2001 - Caserta
- XIII Raduno Nazionale dell'ANC - 26-27-28 aprile 2002 - Trieste
- XIV Raduno Nazionale dell'ANC - 24-27 aprile 2003 - Pescara
- XV Raduno Nazionale dell'ANC - 15-16-17-18 aprile 2004 - Senigallia (AN)
- XVI Raduno Nazionale dell'ANC - 15-16-17 aprile 2005 - Trento
- XVII Raduno Nazionale dell'ANC - 22-23-24 settembre 2006 - Bari
- XVIII Raduno Nazionale dell'ANC - 18–19–20 maggio 2007 - Bologna
- XIX Raduno Nazionale dell'ANC - 22–23–24-25 maggio 2008 - Latina
- XX Raduno Nazionale dell'ANC - 15-16-17-18 maggio 2010 - Reggio Calabria e Messina
- XXI Raduno Nazionale dell'ANC - 24-25-16 giugno 2011 - Torino
- XXII Raduno Nazionale dell'ANC - 3-4-5-6 maggio 2012 - Venezia e Jesolo (VE)
- XXIII Raduno Nazionale dell'ANC - 17-18-19 giugno 2016 - Milano
- XXIV Raduno Nazionale dell'ANC - 19-20-21 aprile 2018 - Verona
- XXV Raduno Nazionale dell'ANC - 5-6-7 maggio 2023 - Ostia (Roma)